# Pralin
För andra betydelser, se brända mandlar.

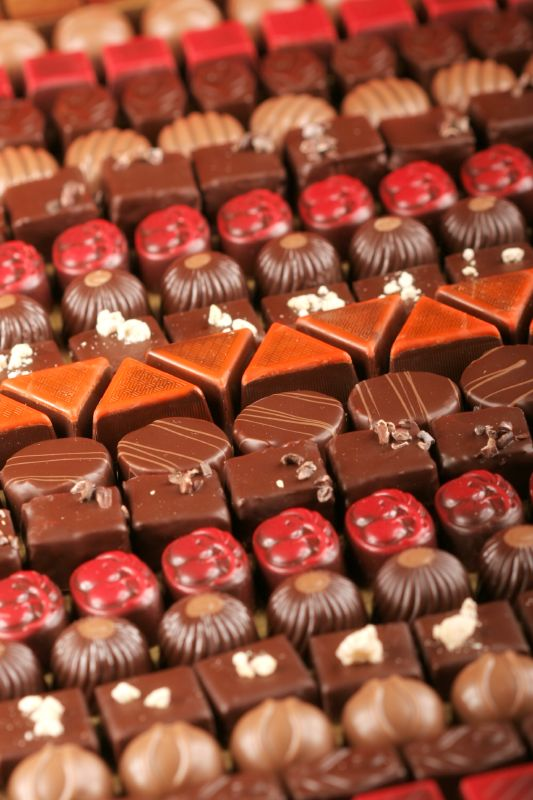
Ett urval av olika praliner.

En chokladpralin är en fylld, chokladdoppad konfektbit. Praliner säljs ibland förpackade i chokladaskar.
Namnet kommer från César de Choiseul, 1:e hertig av Choiseul, marskalk du Plessis-Praslin, vars kock skall ha uppfunnit pralinerna, och syftade då på kanderade mandlar. Senare kom pralin att betyda chokladkonfekt med fyllning av sjuden smaksatt sockermassa, men senare har även chokladkonfekt med annan fyllning kommit att kallas praliner.